# Banksia lullfitzii
Espèce
Classification phylogénétique
Banksia lullfitzii est une espèce d'arbuste buissonnant du genre Banksia de la famille des Proteaceae. Il forme des buissons de 2 m de haut maximum, avec des inflorescences orange. On le trouve en populations dispersées dans l'est de l'Australie-Occidentale. Décrit pour la première fois par Charles Gardner en 1966, il est classé dans la série Cyrtostylis.